# Polyrhachis viscosa
Polyrhachis viscosa é uma espécie de formiga do gênero Polyrhachis, pertencente à subfamília Formicinae.